# Anton Korobow
Anton Korobow, ukr. Антон Коробов (ur. 25 czerwca 1985 w Kemerowie) – ukraiński szachista, arcymistrz od 2003 roku.

## Kariera szachowa
Wielokrotnie uczestniczył w finałach mistrzostw Ukrainy juniorów w różnych kategoriach wiekowych, zdobywając m.in. dwa złote medale (1998 – do 16 lat, 2001 – do 20 lat). Był również kilkukrotnym reprezentantem kraju na mistrzostwach świata i Europy juniorów, największe sukcesy odnosząc w 2001 r., w którym zdobył dwa srebrne medale, na MŚ do 16 lat (w Oropesa del Mar) oraz ME do 20 lat (w Patras).
W 2002 r. osiągnął jeden z największych sukcesów w karierze, zdobywając w Ałuszcie tytuł mistrza Ukrainy. W 2004 r. zdobył po raz drugi w karierze medal indywidualnych mistrzostw kraju, przegrywając z Andriejem Wołokitinem w finale pucharowego turnieju rozegranego w Charkowie. Trzeci medal – brązowy – zdobył w 2008 r. w Połtawie. W 2011 r. wystąpił w turnieju o Puchar Świata, w I rundzie pokonując Zhou Jianchao, ale w II przegrywając z Nikitą Witiugowem. W 2012 r. zdobył w Kijowie drugi w karierze złoty medal indywidualnych mistrzostw Ukrainy. W 2013 r. zdobył w Warszawie zdobył złoty medal indywidualnych mistrzostw Europy w szachach błyskawicznych.
Do innych indywidualnych sukcesów Antona Korobowa należą m.in.:
- II m. w Kramatorsku (2001, za Zacharem Jefimienko),
- dz. I m. w Linares (2003, open, wspólnie z Ernesto Inarkiewem, Salvadorem Gabrielem Del Río Angelisem, Aleksandrem Delczewem i Andriejem Charłowem),
- dz. II m. w Krakowie (2005/06, turniej Cracovia, za Marcinem Dziubą, wspólnie z m.in. Władimirem Małniukiem, Wadimem Szyszkinem, Arturem Jakubcem i Pawłem Czarnotą),
- dz. I m. w Odessie (2007, memoriał Jefima Gellera, wspólnie z Andriejem Sumcem(inne języki) i Aleksandrem Zubowem),
- dz. II m. w Pardubicach (2008, za Eldarem Gasanowem, wspólnie z m.in. Jirim Stockiem, Konstantinem Czernyszowem, Grzegorzem Gajewskim i Henrikiem Teske),
- II m. w Pekinie (2008, Olimpiada Sportów Umysłowych, turniej szachów szybkich; za Bu Xiangzhim),
- I m. w Zarce (2009),
- II m. w Bejrucie (2009, za Walerijem Newerowem),
- I m. w Pardubicach (dwukrotnie – 2009, 2010),
- II m. w Moskwie (2010, turniej Aerofłot Open, za Lê Quangiem Liêmem),
- dz. I m. w Montrealu (2010, wspólnie z Merabem Gagunaszwilim i Batorem Sambujewem),
- I m. w Abu Zabi (2010),
- I m. w Nachiczewanie (2011),
- dz. I m. w Moskwie (2012, turniej Aerofłot Open, wspólnie z Mateuszem Bartlem i Pawło Eljanowem),
- I m. w New Delhi (2012, turniej AAI Cup).

Reprezentant Ukrainy w turniejach drużynowych, m.in.:
- na olimpiadzie szachowej (w roku 2014)[9],
- na drużynowych mistrzostwach świata (w roku 2013); dwukrotny medalista: wspólnie z drużyną – brązowy (2013) oraz indywidualnie – złoty (2013 – na II szachownicy)[10],
- na olimpiadzie szachowej juniorów do 16 lat (w roku 2000); medalista: wspólnie z drużyną – srebrny (2000)[11],
- dwukrotnie na drużynowych mistrzostwach Europy juniorów do 18 lat (w latach 2001, 2002); dwukrotny medalista: wspólnie z drużyną – złoty (2001) i srebrny (2002)[12].

Najwyższy ranking w dotychczasowej karierze osiągnął 1 stycznia 2014 r., z wynikiem 2723 punktów zajmował wówczas 25. miejsce na światowej liście FIDE, jednocześnie zajmując 3. miejsce (za Wasylem Iwanczukiem i Pawło Eljanowem) wśród ukraińskich szachistów.